# 大頭銀花鮨
大頭銀花鮨，為輻鰭魚綱鱸形目鱸亞目鮨科的其中一種，分布於東太平洋區，從美國加州南部至秘魯海域，棲息深度23-306公尺，體長可達42公分，為底棲性魚類，成群活動，屬肉食性，以浮游生物為食，可做為食用魚。

## 擴展閱讀
維基物種上的相關：大頭銀花鮨